# Стационе Елетрика Падричано
Стационе Елетрика Падричано је насеље у Италији у округу Трст, региону Фурланија-Јулијска крајина.
Према процени из 2011. у насељу је живело 18 становника. Насеље се налази на надморској висини од 357 м.